# Pierre Berruyer
Pour les articles homonymes, voir Berruyer.
Pierre Marie-Auguste Berruyer, né le 19 novembre 1780 à Paris et mort le 6 juillet 1816 à Versailles, est un général français de la Révolution et de l’Empire. 
Il était le fils du général Jean-François Berruyer.

## Biographie
Il entre le 17 vendémiaire an IV au service en qualité d'aide de camp du général Berruyer son père. Fait, le 7 brumaire suivant sous-lieutenant au 21e de dragons, et lieutenant au même corps le 17 vendémiaire an V, il est incorporé dans le 11e régiment de dragons, y devient capitaine le 17 germinal an VI, et passe le 26 vendémiaire an IX au 11e hussards avec lequel il sert encore lorsque, par arrêté du 10 vendémiaire an XII, le premier Consul l'envoie dans le 1er de dragons avec le grade de chef d'escadron.
Il a fait alors à l'armée du Rhin les campagnes de l'an V à l'an VII, et à l'armée d'Italie celles de l'an VIII à l'an IX. À Marengo, remplissant les fonctions d'aide de camp de Berthier, il rallie sous le feu de l'ennemi un bataillon qui faiblissait. Ses services antérieurs et ceux qu'il rend dans cette circonstance lui valent la croix de chevalier de la Légion d'honneur le 25 prairial an XII, et le grade de major du 11e de dragons le 30 frimaire an XIV.
Envoyé ensuite en Espagne, il entre comme chef d'escadron le 10 septembre 1808 dans les dragons de la Garde, et sa coopération aux événements de la campagne d'Allemagne en 1809 le fait appeler le 2 août de cette dernière année à commander comme colonel le 3e régiment de dragons. En 1810 et 1811, il retourne combattre en Espagne, est créé chevalier de l'Empire le 14 janvier 1811 mais est suspendu après une altercation avec un commissaire des guerres. Il est rétabli avec le grade de colonel lors de la création du 2e régiment de chevau-légers lanciers
Officier de la Légion d'honneur le 11 octobre 1812, en récompense de sa conduite en Russie à la tête de son régiment, il fait les guerres de Saxe (1813) et de France (1814), et est promu au grade de général de brigade le 18 janvier 1814.
Sous les ordres du général Jean-Baptiste Dominique Rusca, nommé le 12 février commandant de la garnison de Soissons ; il est chargé avec le général Danloup-Verdun, et le général Louis Lonchamp de conserver Soissons. Tous les trois doivent céder devant les forces supérieures du général russe Alexandre Tchernychev) et quittent le poste qui leur a été confié le 14 février lors de la reddition de la ville. Un ordre de l'Empereur du 21 février, soumet deux d'entre eux, (le général Louis Lonchamp ayant été fait prisonnier lors de sa retraite), à une commission d'enquête : cette commission déclare dans son rapport qu'ils étaient sans reproche et qu'ils avaient prolongé la défense de la place autant que le permettaient leurs faibles moyens.
Mis en non-activité au mois de septembre 1814, et décoré de l'ordre de Saint-Louis le 10 décembre suivant, il prend le 6 avril 1815, le commandement d'une brigade d'infanterie à Metz, à la tête de laquelle il combat le 16 juin à Ligny, et dans cette affaire il reçoit une blessure grave. Le 20 du même mois, il entre en non-activité.
Il est mort le 6 juillet 1816 à Versailles.

## Armoiries
| Figure                   | Blasonnement |
| Biret chevalier · Blason | Armes du chevalier Berruyer et de l'Empire D'azur à la bande de gueules chargée de l'insigne des chevaliers légionnaires, accompagnée en chef d'un casque d'or taré de profil et pointe d'un éperon d'argent, molette vers le chef, soutenu d'un lévrier passant, le tout d'argent. |